# Friedrich Popelka
Friedrich Popelka, meist Fritz Popelka (* 12. Februar 1890 in Graz; † 27. Februar 1973 ebenda), war ein österreichischer Historiker, Archivar, Universitätsprofessor und Direktor des steiermärkischen Landesarchivs in Graz.

Fritz Popelka besuchte von 1900 bis 1908 das „1. k. und k. Staatsgymnasium Graz“. Von 1908 bis 1912 studierte er an der Universität Graz die Fächer Geschichte und Geographie, wurde Mitglied der Akademischen Verbindung Tauriska und promovierte am 20. Jänner 1913 zum Dr. phil. Seine Dissertation beschäftigte sich mit der Gewerbegeschichte der Steiermark, also einem Thema, das seiner Herkunft (Popelka entstammte einer bekannten Göstinger Fabrikantenfamilie) entsprach (gedruckt 1927). Nach seinem Militärdienst trat er 1919 in den Dienst des steiermärkischen Landesarchivs, dessen Direktor er von 1950 bis 1955 war. Ab 1935 war er Mitglied der Historischen Landeskommission für Steiermark.

## Ehrungen
- Ehrenring der Landeshauptstadt Graz (1960)
- Erzherzog-Johann-Forschungspreis des Landes Steiermark
- Ehrenkreuz für Wissenschaft und Kunst I. Klasse der Republik Österreich
- In Graz-Andritz ist der Popelkaring ihm zu Ehren benannt[1]

## Schriften (Auswahl)
- Geschichte des obersteirischen Stadt- und Marktgewerbes bis zur allgemeinen Handwerksordnung von 1527. Dissertation, Universität Graz, 1912 (handschriftlich)
- Geschichte der Stadt Graz  Bd. 1. Graz Stadtgemeinde 1928.
- Verklungene Steiermark. Geschichtliche Bilder.  Leykam, Graz 1948.
- Geschichte der Stadt Graz Bd. 2. Styria, Graz 1969.